# Arquidamo I
Arquidamo I (en griego, Αρχίδαμος) fue un rey de Esparta, perteneciente a la dinastía de los Euripóntidas, que habría gobernado entre los años 600 a. C. y 575 a. C.
Era hijo de Anaxidamo, al que sucedió en el trono, y durante su reinado tuvo lugar una guerra contra Tegea.